# Carex microchaeta
Carex microchaeta är en halvgräsart som beskrevs av Herman Theodor Holm. Carex microchaeta ingår i släktet starrar, och familjen halvgräs.

## Underarter
Arten delas in i följande underarter:
- C. m. microchaeta
- C. m. nesophila